# Volta a Luxemburg 2014
La Volta a Luxemburg 2014, 74a edició de la Volta a Luxemburg, es disputà entre el 4 i el 8 de juny de 2014 sobre un recorregut de 706,55 km repartits entre quatre etapes i un pròleg inicial. La cursa formava part del calendari de l'UCI Europa Tour 2014, amb una categoria 2.HC.
El danès Matti Breschel (Team Tinkoff-Saxo), vencedor de dues etapes, en fou el vencedor, amb 19 segons sobre Jean-Pierre Drucker (Wanty-Groupe Gobert) i 20 sobre el seu company d'equip i compatriota Michael Mørkøv. Breschel també guanyà la classificació per punts. Tom Dernies (Wallonie-Bruxelles) guanyà la classificació de la muntanya i Rudy Molard (Cofidis) la dels joves.

## Equips
L'organització convidà a prendre part en la cursa a tres equips World Tour, sis equips continentals professionals i quatre equips continentals:
equips World TourLotto-Belisol, Team Tinkoff-Saxo, Trek Factory Racing
equips continentals professionalsCofidis, Colombia, MTN Qhubeka, Neri Sottoli, RusVelo, Wanty-Groupe Gobert
equips continentalsDifferdange-Losch, Leopard Development, Stölting, Wallonie-Bruxelles

## Etapes
| Etapa | Data      | Recorregut               |                   | Km    | Vencedor d'etapa       | Líder de la general       | Ref.  |
| ----- | --------- | ------------------------ | ----------------- | ----- | ---------------------- | ------------------------- | ----- |
| Pr.   | 4 de maig | Luxemburg - Luxemburg    | Contrarellotge    | 2,55  | Danny van Poppel (NED) | Danny van Poppel (NED)    | [ 2 ] |
| 1a    | 5 de maig | Luxemburg - Hesperange   | Etapa plana       | 172,6 | André Greipel (GER)    | Danny van Poppel (NED)    | [ 3 ] |
| 2a    | 6 de maig | Rosport - Schifflange    | Etapa plana       | 157,4 | Matti Breschel (DEN)   | Jean-Pierre Drucker (LUX) | [ 4 ] |
| 3a    | 7 de maig | Eschweiler - Differdange | Etapa trencacames | 205,8 | Matti Breschel (DEN)   | Matti Breschel (DEN)      | [ 5 ] |
| 4a    | 8 de maig | Mersch - Luxemburg       | Etapa trencacames | 168,2 | André Greipel (GER)    | Matti Breschel (DEN)      | [ 6 ] |

## Classificació final
|    | Ciclista                  | Equip               | Temps       |
| -- | ------------------------- | ------------------- | ----------- |
| 1  | Matti Breschel (DEN)      | Team Tinkoff-Saxo   | 17h 59' 04" |
| 2  | Jean-Pierre Drucker (LUX) | Wanty-Groupe Gobert | + 19"       |
| 3  | Michael Mørkøv (DEN)      | Team Tinkoff-Saxo   | + 20"       |
| 4  | Rudy Molard (FRA)         | Cofidis             | + 21"       |
| 5  | Serguei Lagutin (RUS)     | RusVelo             | + 26"       |
| 6  | Silvio Herklotz (GER)     | Stölting            | + 35"       |
| 7  | Romain Hardy (FRA)        | Cofidis             | + 43"       |
| 8  | Laurent Évrard (BEL)      | Wallonie-Bruxelles  | + 48"       |
| 9  | Fränk Schleck (LUX)       | Trek Factory Racing | + 56"       |
| 10 | Björn Leukemans (BEL)     | Wanty-Groupe Gobert | + 1' 01"    |